# Allô... Madame
Pour plus de détails, voir Fiche technique et Distribution.
Allô... Madame (Natale in casa d'appuntamento) est un film italien réalisé par Armando Nannuzzi, sorti en 1976.

## Fiche technique
- Titre : Allô... Madame
- Titre original : Natale in casa d'appuntamento
- Réalisation : Armando Nannuzzi
- Scénario : Hadrian Bolseni et Ugo Moretti
- Musique : Riz Ortolani
- Pays de production : Italie
- Format : Couleurs - 35 mm - 1,85:1 - Dolby Digital
- Genre : comédie
- Durée : 97 minutes
- Date de sortie : 1976

## Distribution
- Ernest Borgnine (VF : André Valmy) : Max
- Françoise Fabian : Nira
- Corinne Cléry : Senine
- Silvia Dionisio : Rosana
- Robert Alda
- Carmen Scarpitta